# Hypecoum torulosum
Hypecoum torulosum — вид квіткових рослин з родини макових (Papaveraceae).

## Поширення
Росте на півдні Європи (Туреччина в Європі, Греція, Болгарія, Румунія, Україна, Росія, Італія, Франція) й на півночі Африки (Алжир, Туніс).